# Toponymie d'Andorre
La toponymie d'Andorre est l'ensemble des noms de lieux situés dans la principauté d'Andorre. La grande majorité des toponymes catalans est explicable par le latin vulgaire à partir duquel a évolué le catalan qui est la langue historique et traditionnelle de l’Andorre. Il existe néanmoins des couches toponymiques plus anciennes en lien avec les langues parlées avant la romanisation. Ainsi comme dans toute la chaîne pyrénéenne, certains toponymes dérivent de l’ibère ou des langues proto-basques. De nos jours, l’étude et la graphie officielle de la toponymie andorrane est confiée à la Commission de toponymie d’Andorre. Cette dernière a établi la Nomenclature d’Andorre qui recense plus de 4 200 toponymes au travers de la principauté.

## Différents substrats linguistiques

### Apport pré-roman

Répartition des différentes aires linguistiques dans les Pyrénées en 300 av. J.-C.

Aire linguistique bascoïde selon les époques

#### Substrat bascoïde
La toponymie andorrane comporte un substrat pré-roman bascoïde comme l'ont souligné plusieurs linguistes parmi lesquels Joan Coromines,,. Cette influence bascoïde, perçue dans l'ensemble de la chaîne pyrénéenne, est particulièrement prégnante dans les territoires frontaliers de l'Andorre que sont la Cerdagne et le Pallars Sobirà,. Il est d'ailleurs très fortement supposé qu'avant leur romanisation les habitants des vallées d'Andorre aient parlé une langue apparentée au basque dont l'usage se serait poursuivi bien après leur romanisation et ce jusqu'au haut Moyen Âge,,,.
L'apport bascoïde est fréquemment en lien avec les caractéristiques géographiques locales du toponyme concerné telles que le relief ou la végétation. La racine lurte (« avalanche de pierres ») est  proposée pour la construction de Llorts ou encore de Hortell. La racine baso (« boisé ») semble pouvoir expliquer des toponymes comme Beixalís ou Bixessarri. La racine arans (« plante épineuse »), quant à elle et de manière plus controversée, pourrait avoir engendré les noms des villages d'Arans, Ransol et Arinsal.
En se basant sur le basque actuel, certains linguistes estiment que la notion d'accentuation était probablement absente de la langue à l'origine de ce substrat toponymique bascoïde . C'est ce qui expliquerait le phénomène de vacillation accentuelle retrouvé dans la toponymie andorrane mais absent de la toponymie catalane. Certains toponymes bascoïdes possèdent de ce fait deux formes : Cataperdís et Cataverdís ou encore Pimes et Pimès.

#### Autres substrats pré-romans
On ne retrouve qu'un faible apport ibérique dans la toponymie pyrénéenne et ce malgré la présence prolongée de ce peuple dans la partie orientale des Pyrénées. Cette absence s'explique probablement par l'adoption de la toponymie préexistante par ces derniers.
Néanmoins, certaines toponymes clairement pré-romans sont difficilement expliqués par des racines bascoïdes et font évoquer d'autres origines, notamment ibériques. Le toponyme Andorre lui même est supposé d'origine ibérique par Joan Coromines. La racine possiblement ibérique ou celtique quer- / kar- signifiant « pierre » est invoquée dans la construction des toponymes Roc del Quer, Roc d'Esquers ou encore Estanyó del Querol,.

### Toponymes romans
Les toponymes romans sont explicables par le latin vulgaire, c'est-à-dire la forme de latin vernaculaire utilisée pour la communication de tous les jours. Ce latin vulgaire est à l'origine du catalan qui appartient de ce fait à la famille des langues romanes. Le catalan étant la langue historique et traditionnelle de l'Andorre, près de 90 % des toponymes andorrans sont des toponymes romans.

#### Principaux appellatifs
Les eaux

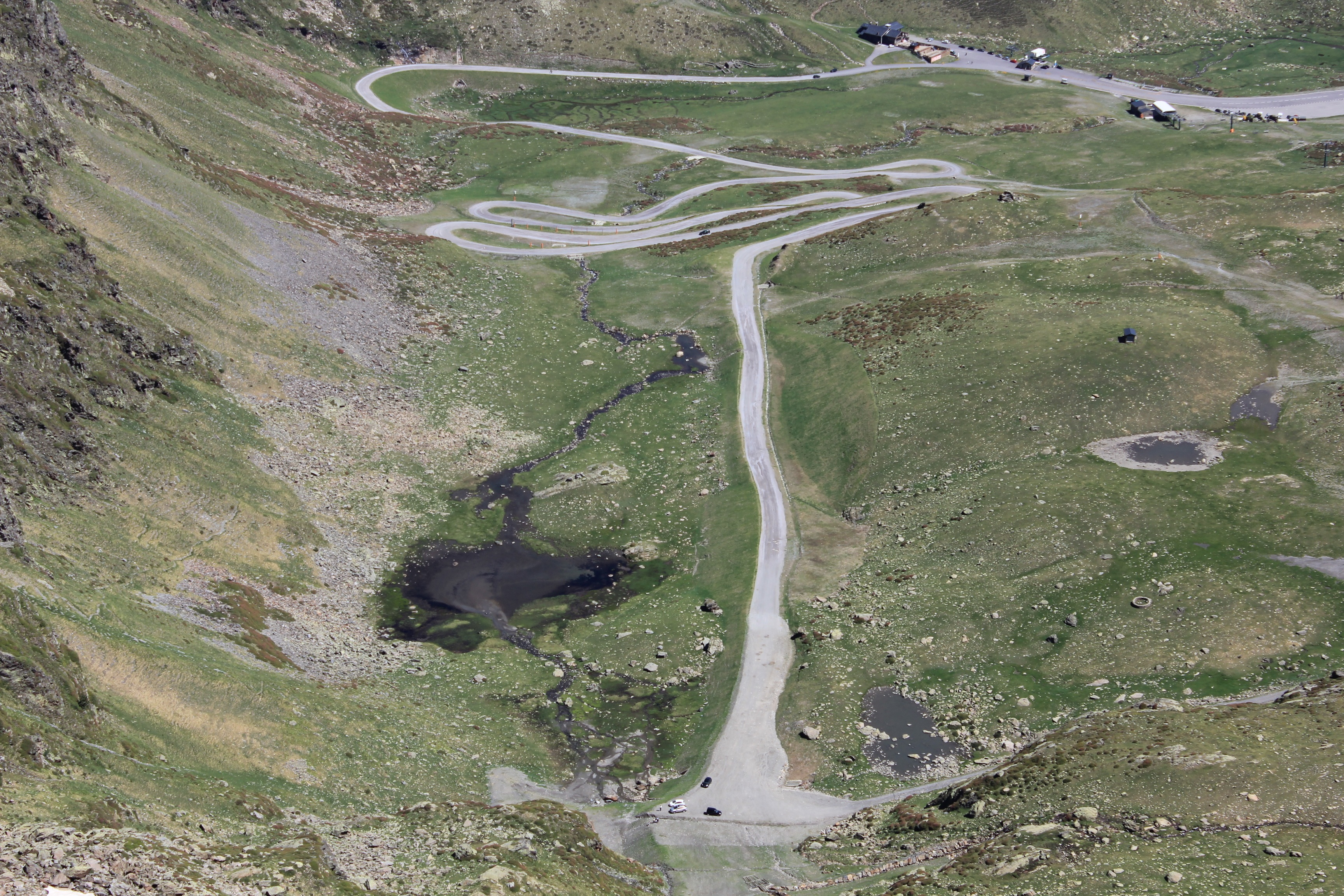
Exemple de basses (« étendues d'eau non permanentes ») : Basses del Port de Rat

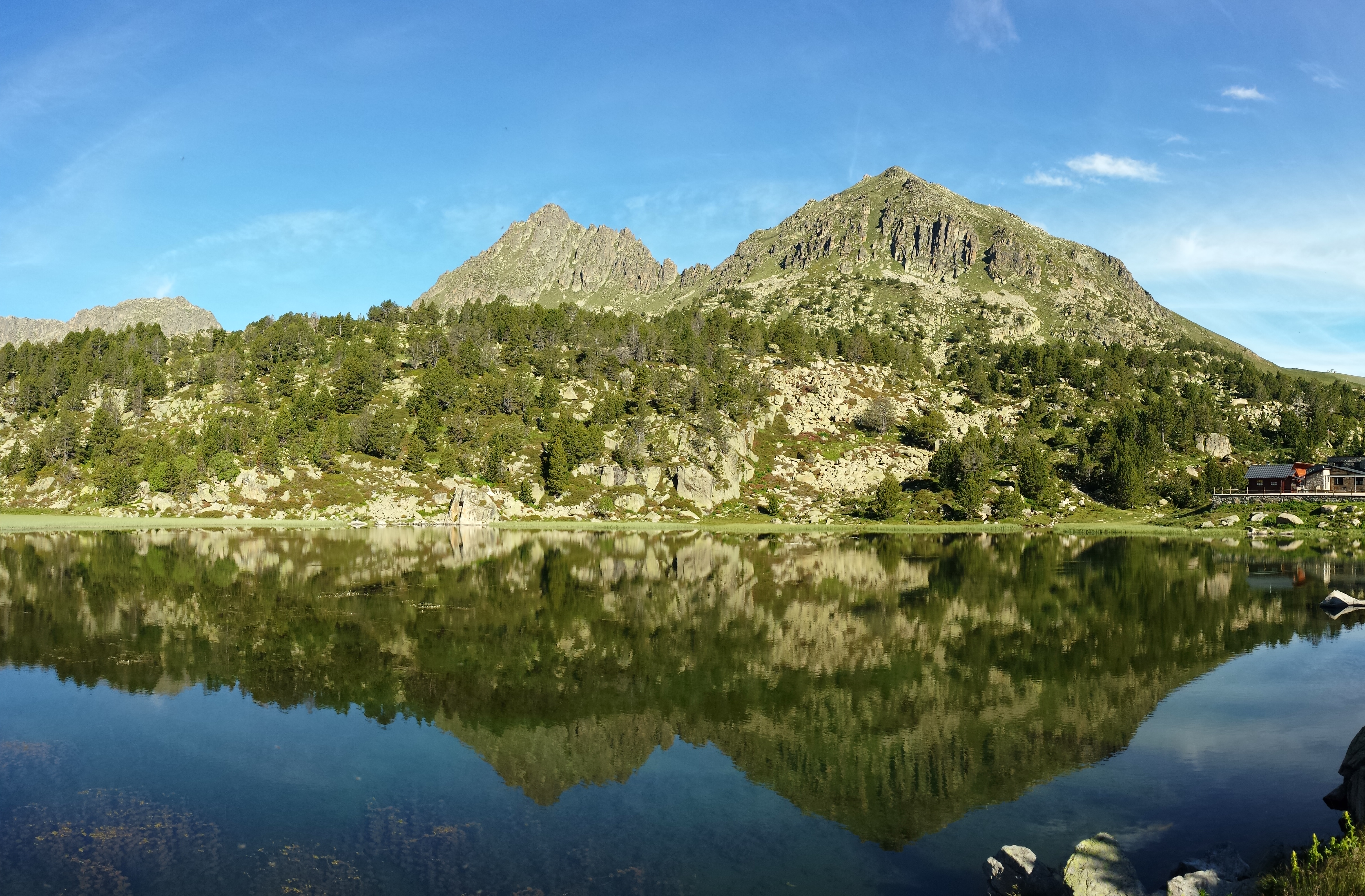
Exemples de pics (« sommets pointus ») : pic Alt del Cubil et pic Baix del Cubil

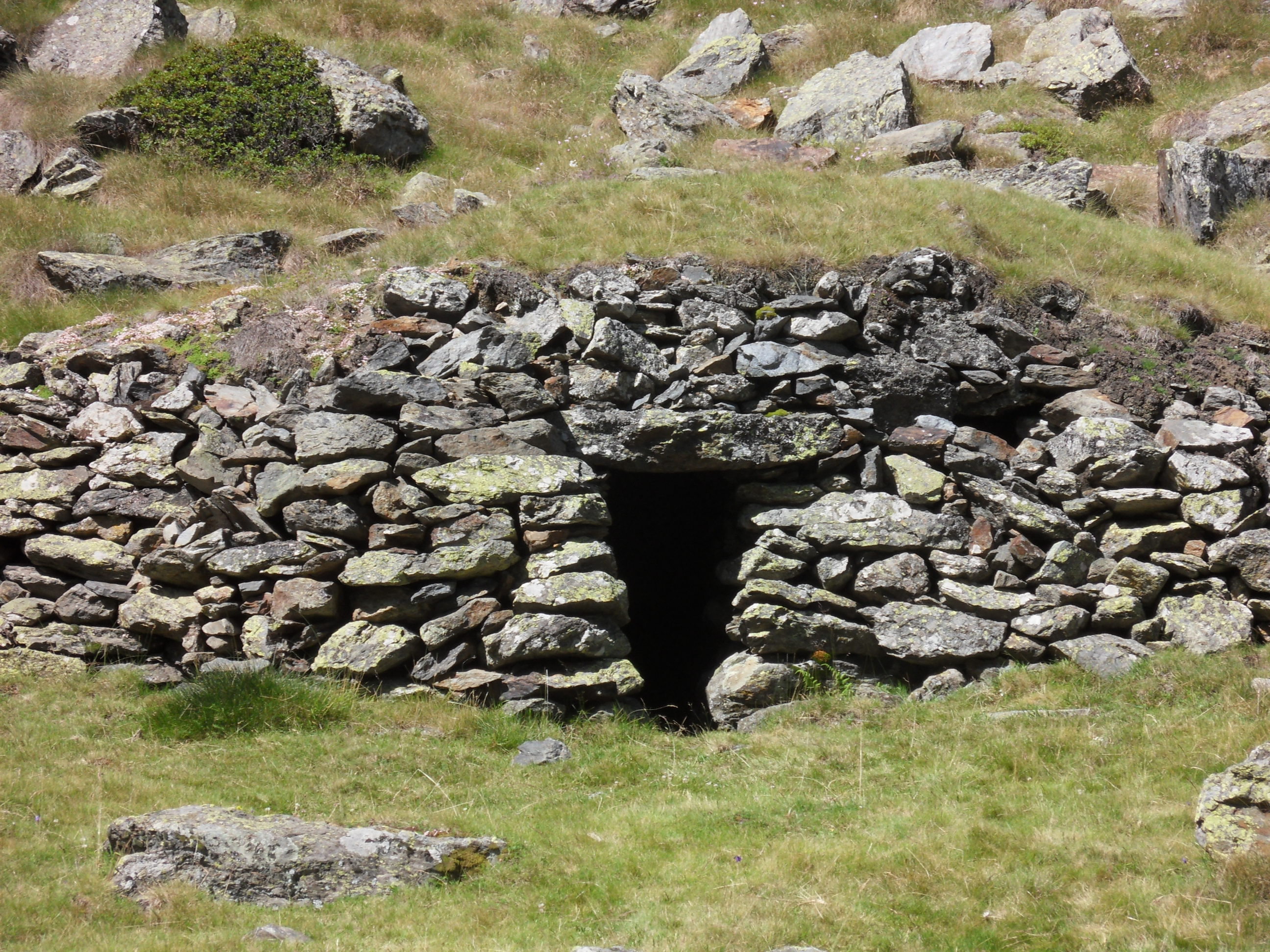
Un exemple dorri

- Les étendues d’eau sont généralement désignées par le terme d’estany (estanys de l'Angonella, estany de la Nou)[9]. Lorsqu’il s’agit d’étendues peu profondes ou non permanentes, on préfère le terme de bassa donnant au pluriel basses (basses del Siscaró)[9].
- Les cours d’eau sont généralement dénommés riu (riu de Tristaina) mais peuvent aussi porter le nom de torrent (torrent del Forn) ou encore de canal (canal dels Maians)[9].

Le relief
- Pic désigne un sommet de forme « pointue » (pic de Coma Pedrosa) par opposition à tossa (Tossa del Braibal) et bony (Bony de les Neres) qui s'utilisent pour les sommets arrondis[9]. La toponymie andorrane se différencie de la toponymie catalane par l'absence d'utilisation de puig[9].
- Solà et ses dérivés comme solana désignent un versant exposé au sud (solana d'Andorre)[9]. À l'inverse, obac et ses dérivés comme obaga désignent un versant exposé du nord (refuge de Coma Obaga)[9].
- Coll et collada ou encore port et portella désignent les cols de montagne (Collada de Beixalís, Port de Cabús)[9]. Le terme pas peut également avoir cette fonction (Le Pas de la Case, en catalan : El Pas de la Casa)[9].
- Vall désigne une vallée (Vall d'Incles) et pla désigne un espace peu en pente (Pla de Sorteny)[9].

L'habitat
- Cabana (refuge de Cabana Sorda), borda (refuge Borda de Sorteny) et orri (refuge del Riu dels Orris) désignent des habitats liés à la vie pastorale[9].
- La maison est désignée par le terme casa (Casa de la Vall) ou par son diminutif cal (Cal Pal)[9].

La végétation
- Prat désigne un « pré » (Prats) tandis que camp s'emploie pour un « champ » (els Camps de l'Aldosa)[9].
- Bosc désigne une « forêt » (Bosc de les Neres) contrairement à ras qui caractérise un lieu dépourvu de végétation (Ras de la Costa de l'Avier)[9].

Épithètes
- Primer, del Mig et de Més Amunt sont très fréquemment utilisés dans la toponymie andorrane pour différencier des éléments de même nature situés à des altitudes différentes (du plus bas au plus élevé)[9].
- Les adjectifs baix (« bas ») et alt (« haut ») permettent également de distinguer deux éléments qui diffèrent par leur altitude[9] (Pic Alt et Pic Baix del Cubil).

### Autres apports

#### Apport germanique

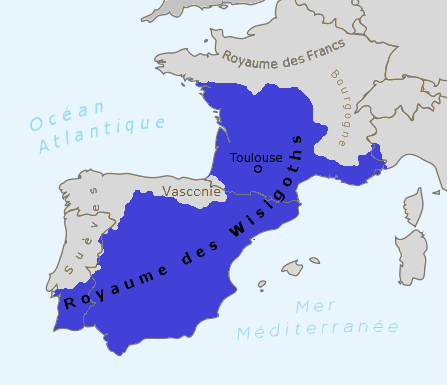
Extension du royaume wisigoth en 500 apr. J.-C.

L'Andorre a connu une période de domination wisigothique du début du Ve siècle au début du VIIIe siècle à la suite des invasions barbares. Le royaume wisigoth s'étendait sur le sud de la France ainsi que sur l'ancienne Hispanie romaine. En concordance avec cette extension territoriale, l'empreinte wisigothique peut être retrouvée de manière réduite dans la toponymie occitane et la toponymie catalane. L'impact wisigothique semble très réduit au sein de la chaîne pyrénéenne. 
En Catalogne, la plupart des toponymes d'origine germanique sont en réalité issus d'anthroponymes. Les anthroponymes germaniques ont été extrêmement populaires au cours du haut Moyen Âge dans les Pyrénées et en particulier en Andorre (Ramon, Guillem, Arnal),,. Cette transition entre anthroponymes et toponymes s'est donc produite hors de la période de domination wisigothique.
À visée illustrative, le prénom germanique Ramon, provenant de rad ou ragin (« conseil ») et de mundo (« protection »), a donné naissance à des toponymes tels que Ramonville en France et Cap Ramonet en Catalogne. Prat de la Punta de Ramonguem dans la paroisse d'Ordino est un exemple équivalent en Andorre.

#### Apport arabe

Conquêtes arabes en 724 apr. J.-C.

Pour le linguiste Joan Coromines, la brève domination arabe du territoire andorran au cours du VIIIe siècle n’a pas laissé de trace dans la toponymie locale, contrairement à ce qui s'est produit en Catalogne ou ailleurs dans la péninsule ibérique. Cette différence inter-régionale s'explique probablement par la courte domination arabe en Andorre en comparaison du reste de la péninsule.
Cependant, Enric Moreu-Rey (ca) avance quant à lui une origine arabe au toponyme Llumeneres, le faisant provenir de Al Munera (« la tour de guet »). À l'appui de cette théorie, il évoque la nécessité pour les arabes d'avoir établi à cette époque des points de surveillance sur le territoire andorran à relier à la localisation stratégique de ce village pour surveiller la vallée de Sant Julià de Lòria. Il reconnaît d'autre part l'article arabe al dans Almuneres, forme ancienne de ce toponyme attestée au XIIe siècle. Coromines considère quant à lui ce toponyme comme d'origine inconnue,.

## Organismes d'étude de la toponymie andorrane
Le catalan est la langue officielle de l'Andorre depuis 1993. En 1999, la « Loi réglementant l'usage de la langue officielle » (en catalan Llei d'ordenació de l'ús de la llengua oficial) a dans cette logique consacré la forme toponymique catalane comme forme officielle des noms de lieux de la principauté. Dans leur forme catalane, de nombreux toponymes présentent toutefois une orthographe traditionnellement vacillante. 
En 2005, dans un souci de standardisation a été créée la Commission de toponymie d'Andorre (en catalan comissió de Toponímia d'Andorra) chargée de recenser et de proposer une graphie officielle à l'ensemble des toponymes andorrans. Celle-ci a ainsi établi la nomenclature d'Andorre (en catalan Nomenclàtor d'Andorra) qui fixe une graphie officielle à 4 237 toponymes andorrans et a été publiée au bulletin officiel de la principauté d'Andorre le 20 octobre 2010.